# Røsvik
Røsvik (eller Røsvika, lulesamiska: Rusvijkka) är en kyrkby och tidigare tätort i Sørfolds kommun i Nordland fylke i norra Norge. Orten ligger vid änden av fylkesväg 826, på den södra sidan av fjorden Sørfolda, en arm av fjorden Folda, nordväst om kommunens centralort Straumen. Här finns Røsviks kyrka.
Tidigare har orten tillhört dåvarande Foldens kommun.
Sedan 2008 räknas orten inte längre som en tätort.

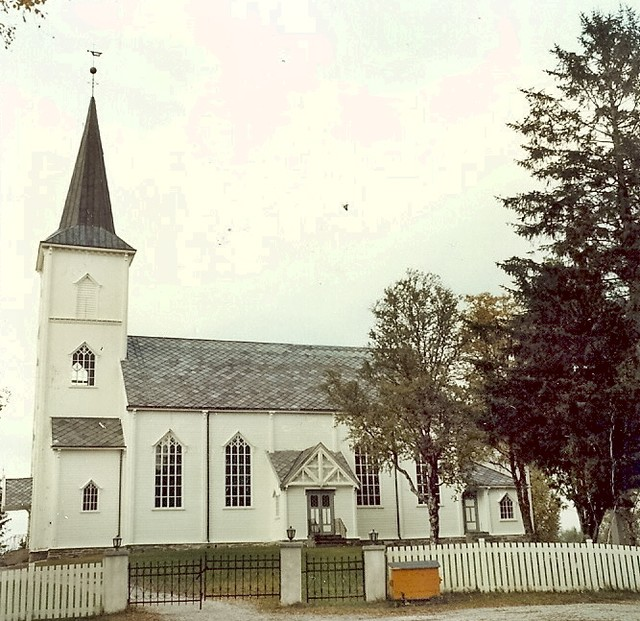
Røsviks kyrka.